# Araneotanna ornatipes
Araneotanna ornatipes là một loài nhện trong họ Salticidae.
Loài này thuộc chi Araneotanna. Araneotanna ornatipes được Lucien Berland miêu tả năm 1938.